# Cung điện Sarny

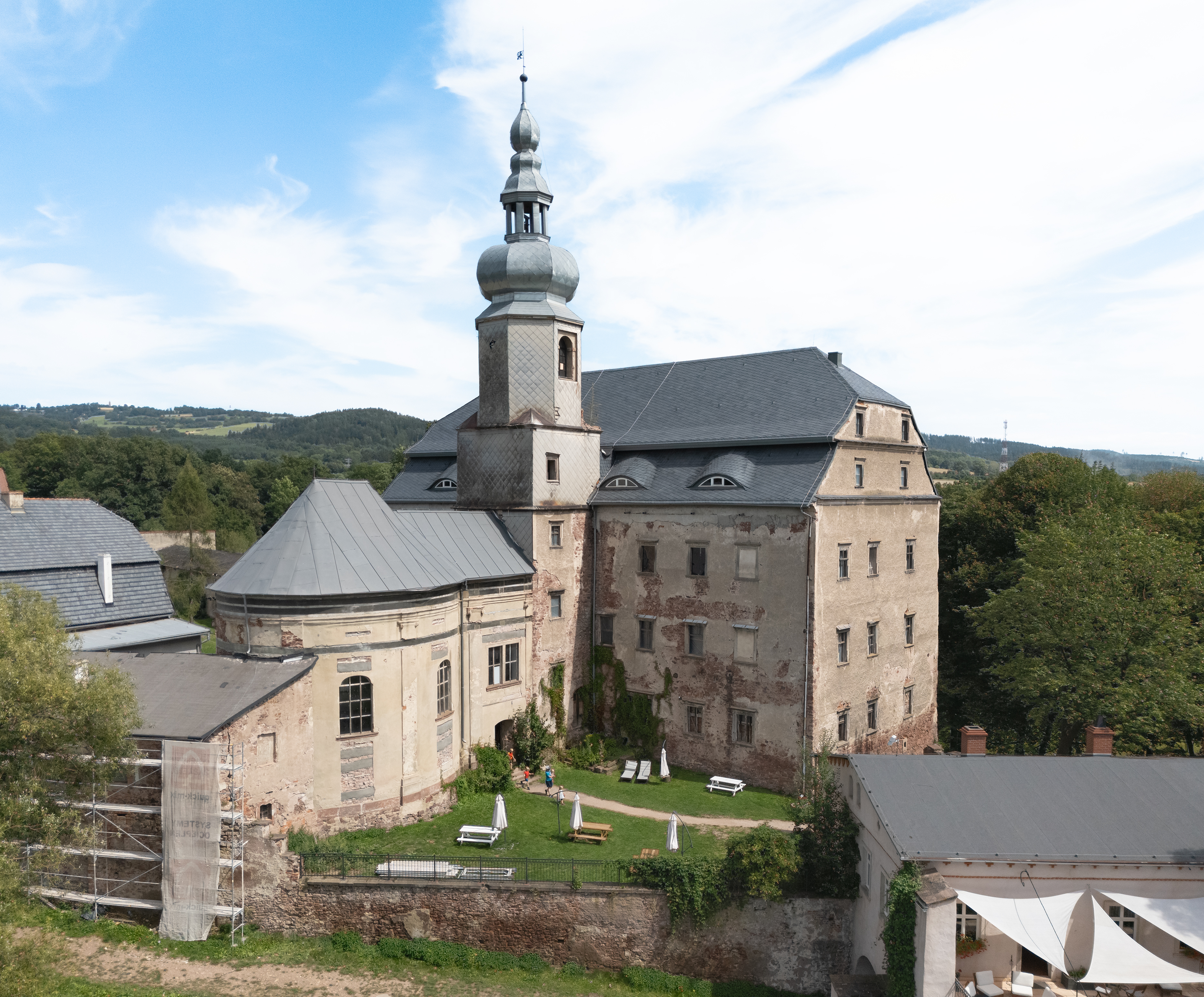
Cung điện Sarny

Lâu đài Sarny (tiếng Đức: Schloss Scharfeneck) là một cung điện từ thế kỷ 16 ở Sarny, Ścinawka Górna, khu hành chính của Gmina Radków, thuộc huyện Kłodzko, Lower Silesian Voivodeship, ở phía tây nam Ba Lan.

## Lịch sử
Cung điện là một trong những nơi cư trú lịch sử lớn nhất của Lower Silesia, với tòa nhà chính có từ năm 1590. Nó đã được mở rộng nhiều lần, đáng chú ý nhất là vào thế kỷ 18 khi một nhà nguyện dành riêng cho John của Nepomuk đã được xây dựng thêm vào tòa nhà chính, có trang trí nhiều màu sắc tráng lệ. Một cung điện mùa hè cũng được tái phát triển vào thế kỷ 18. Khu phức hợp có tổng cộng 15 tòa nhà.
Một công viên được tạo ra vào thế kỷ 18, được phát triển lại vào cuối thế kỷ 19 bởi người trang trí vườn cảnh quan nổi tiếng người Phổ, ông Eduard Petzold.
Ban đầu được xây dựng cho gia đình Reichenbach, cung điện là tài sản của Bá tước Gotzen giữa thế kỷ 17 và 19. Được bán vào cuối thế kỷ 19 cho một thương nhân giàu có, cung điện dần bắt đầu rơi vào tình trạng hư hỏng. Chủ sở hữu cuối cùng là một người Đức - GS. Franz Poppler.
Sau Thế chiến II vì những quyết định được đưa ra trong Hội nghị Yalta, Vùng đất Kłodzko đã được chuyển từ Đức sang Ba Lan và Scharfeneck được đổi tên thành Sarny. Khu tập thể cung điện lần đầu tiên được Hồng quân chiếm đóng để sau đó được quốc hữu hóa ở Ba Lan cộng sản và biến thành một trang trại tập thể. Sau khi chủ nghĩa cộng sản sụp đổ vào năm 1989, tài sản vẫn nằm trong tay nhà nước, phần lớn bị bỏ hoang và rơi vào tình trạng hoang tàn hơn.
Vào cuối năm 2013, nó đã được bán cho các cá nhân thành lập một tổ chức từ thiện điều hành Lâu đài Sarny. Trong năm đầu tiên hoạt động, một mái nhà bị sập trên một vựa thóc của thế kỷ 17 đã được thay thế bằng một cấu trúc mới.
Vào tháng 5 năm 2017, một trung tâm du khách và quán cà phê đã được mở phía sau cổng của lâu đài sau hơn ba năm tân trang, nơi đây cũng làm cho nhà nguyện mở cửa cho khách du lịch hàng ngày.

## Cư dân đáng chú ý
- Gustav Adolf von Götzen (1866 - 1910), nhà thám hiểm người Đức và Thống đốc Đông Đức